# Randka z Lucy
Randka z Lucy (tytuł oryg. I'm with Lucy) – amerykański film fabularny (komedia romantyczna) z 2002 roku.

## Główne role
- Monica Potter − Lucy
- Craig Bierko − Peter
- David Boreanaz − Luke
- Julianne Nicholson − Jo
- Flora Martínez − Melissa
- Julie Christie − mama Lucy
- John Hannah − Doug
- Anthony LaPaglia − Bobby
- Robert Klein − dr. Mort Zalkind
- Gael García Bernal − Gabriel